# Біла Тиса
Біла Ти́са — річка в Українських Карпатах, у Рахівському районі Закарпатської області. Ліва притока Чорної Тиси. Власне в місці злиття Білої та Чорної Тиси, за 4 км вище центральної частини міста Рахова, бере початок річка Тиса (басейн Дунаю).

## Опис
Довжина 26 км, площа басейну 489 км². Похил річки — до 10 м/км. Долина V-подібна, ширина річища 15—20 м. Є пороги й бистрини. Живлення мішане з перевагою дощового. На окремих ділянках річище закріплене. Бувають паводки, інколи дуже руйнівні. Використовується на риборозведення та водопостачання.

## Розташування
Біла Тиса утворюється злиттям двох річок — Стоговець і Бальзатул, при південно-західних схилах масиву Чорногора. Річка тече переважно на захід, відділяючи собою масив Чорногори (на півночі) від Рахівських гір (на півдні). Впадає в Тису біля північно-східної частини міста Рахова.

## Притоки
Говерла, Богдан, Павлик, Берендай (праві); Лешул, Бребоя Потік,  Щаул, Квасний, Вовчий, Видричка (ліві).

## Населені пункти
Біла Тиса протікає через такі села: Говерла, Луги, Бребоя, Богдан, Видричка, Розтоки.